# Androcharta hampsoni
Androcharta hampsoni är en fjärilsart som beskrevs av Max Wilhelm Karl Draudt 1915. Androcharta hampsoni ingår i släktet Androcharta och familjen björnspinnare. Inga underarter finns listade i Catalogue of Life.